# Anterieure ischemische opticusneuropathie
Een anterieure ischemische opticusneuropathie (AION) is een afsluiting van de bloedvoorziening van de oogzenuw in het oog. De verstopping of het ooginfarct wordt vaak veroorzaakt door een ontsteking van de arteria temporalis, wat een arteriitis temporalis heet.

## Klachten en symptomen
De vaatvoorziening van de oogzenuw is bij een AION afgesloten, waardoor de oogzenuw geen zuurstof meer binnen krijgt en de beelden niet meer goed doorgeeft aan de hersenen. 
De afsluiting is doorgaans niet volledig, waardoor het oog niet compleet blind wordt en het gezichtsvermogen nog redelijk goed is. Er kan sprake zijn van een gedeeltelijk gezichtsvelddefect, doordat een deel van de vezels uit het netvlies geen zuurstof meer krijgen. Kenmerkend zijn klachten van verminderd zicht bij het opstaan. 
De oogzenuw raakt door de beknelling gezwollen, wat papiloedeem veroorzaakt. Aan de temporale schedel kan veel typerende pijn veroorzaakt worden door de arteriitis temporalis.

## Oorzaken
De bloedvatafsluiting kan door verschillende oorzaken ontstaan, zoals atheromatose, bloedvatontstekingen zoals arteriitis temporalis, stollingsziekten, sytemische lupus erythematodes en nog een aantal zeldzame aandoeningen. Het vaatvlies, de papil en de oogzenuw worden door de arteria ciliaris posterior brevis voorzien van bloed. Bij een AION raakt deze ader door een van deze ziekten verstopt.
Risicofactoren voor het ontstaan van een AION zijn hogere leeftijd, hypertensie, trombose en diabetes mellitus.

## Behandeling
Behandeling van een AION richt zich primair op de behandeling van de arteriitis temporalis met behulp van corticosteroïden die de ontsteking in de bloedvaten onderdrukt. Vaak worden ook bloedverdunners zoals Aspirine of Ascal voorgeschreven om een afsluiting in het andere oog te voorkomen.